# Граф Мюнстер

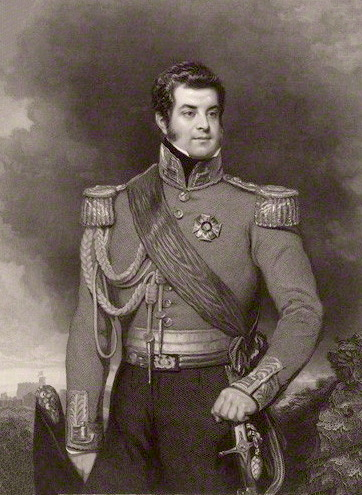
Георг Фіцкларенс, 1-й граф Мюнстер

Граф Мюнстер — титул, що створювався двічі, одного разу у системі перства Ірландії й одного разу в системі перства Великої Британії. Вперше титул було створено в Ірландії у 1789 для принца Вільгельма, третього сина короля Георга III. У той же час він мав титул герцога Кларенса і Сент-Ендрюса. Коли Вільгельм вступив на британський престол під ім'ям Вільгельма IV у 1830 році, титул повернувся до корони.
Друга креація титулу, цього разу у Великій Британії, відбулась у 1831 році для Георга Августа Фредеріка Фіцкларенса, старшого незаконнонародженого сина Вільгельма IV. У той же час він мав титули віконта Фіцкларенс та барона Тьюксбері.

## Граф Мюнстер, перша креація (1789)
- принц Вільгельм

## Граф Мюнстер, друга креація (1831)
- Георг Фіцкларенс, 1-й граф Мюнстер (1794–1842)
- Вільям Фіцкларенс, 2-й граф Мюнстер (1824–1901)
  - Едвард Фіцкларенс, віконт Фіцкларенс (1856–1870)
- Джефрі Фіцкларенс, 3-й граф Мюнстер (1859–1902)
- Обрі Фіцкларенс, 4-й граф Мюнстер (1862–1928)
- Джефрі Фіцкларенс, 5-й граф Мюнстер (1906–1975)
- Едвард Фіцкларенс, 6-й граф Мюнстер (1899–1983)
- Ентоні Фіцкларенс, 7-й граф Мюнстер (1926–2000)